# Sołonycia (rejon kozelszczynski)
Sołonycia (ukr. Солониця) – wieś na Ukrainie, w obwodzie połtawskim, w rejonie kozelszczynskim. W 2001 roku liczyła 801 mieszkańców.